# Gamma Velorum
Gamma Velorum (γ Vel) es la estrella más brillante de la constelación de Vela con magnitud aparente +1.75. En realidad es un sistema estelar complejo con, al menos, siete componentes. 

## Nombres
Gamma Velorum recibe el nombre tradicional de Suhail al-Muhlif, que puede ocasionar cierta confusión ya que Suhail es el nombre de la vecina λ Velorum.
Modernamente se la ha denominado Regor, palabra inventada como una broma del astronauta del Apolo 1 Gus Grissom hacia su compañero Roger Chaffee (Regor es  Roger al revés).

## Gamma2Velorum
La componente más brillante, Gamma2 Velorum o Gamma Velorum A (HD 68273), es una estrella binaria formada por dos estrellas muy masivas y calientes: una estrella de Wolf-Rayet y una estrella azul de tipo espectral O7.5. La primera tiene una temperatura superficial entre 57 000 y 70 000 K, mientras que la  de la segunda es de 32 500 K. Las dos estrellas son extraordinariamente luminosas, la estrella azul 180 000 veces más luminosa que el Sol, y la estrella de Wolf-Rayet es 100 000 veces más luminosa. La estrella azul es una estrella masiva con una masa treinta veces mayor que la del Sol, y su radio es trece veces más grande que el radio solar. Sin embargo, la estrella de Wolf-Rayet, más evolucionada que su compañera, era antaño más masiva, con una masa inicial de cuarenta masas solares. Hoy tiene una masa diez veces mayor que la del Sol debido a la pérdida de masa estelar; el fuerte viento estelar que sopla desde su superficie hace que cada año pierda el equivalente a una cienmilésima de la masa solar. Con una edad de unos pocos millones de años, se encuentra en las últimas etapas antes de explotar como supernova. La separación entre las dos estrellas es de aproximadamente una unidad astronómica (au) con un período orbital  de unos 78.5 días.

## Gamma1Velorum
Su compañera más cercana, a 41.2 segundos de arco, es Gamma1 Velorum o Gamma Velorum B (HD 68243), estrella subgigante de tipo B y magnitud +4.7, que puede resolverse fácilmente con binoculares. A su vez, es una binaria espectroscópica con un período de 1.48 días. Su distancia real a Gamma2 Velorum es de más de 15 000 au.

## Componentes adicionales
El sistema tiene varias componentes más tenues. Gamma Velorum C (SAO 219505) es una estrella blanca de tipo F0 y magnitud +7.4, situada a 62.3 segundos de arco de Gamma2 Velorum. Algo más alejada de esta última, a 93.5 segundos de arco, se encuentra otro sistema binario, formado por otra estrella de tipo F0 y magnitud 9.4 —Gamma Velorum D (SAO 219506)— y otra acompañante más tenue de magnitud 13 —Gamma Velorum E—, ambas separadas 1.8 segundos de arco.